# W. Baelz & Sohn
W. Baelz & Sohn GmbH & Co. ist ein in Heilbronn ansässiges Familienunternehmen mit über 100-jähriger Tradition. Im Bereich der Mess-, Regel- und Wärmetechnik gehört das Unternehmen zu den führenden in Deutschland und ist speziell ausgerichtet auf die Lösung komplexer Aufgabenstellungen sowohl in Industrieanlagen als auch in der Heizungs-, Lüftungs- und Klimatechnik generell. Ein Schwerpunkt liegt dabei auf Energieeinsparung und Vereinfachung von Dampf- und Warmwasseranlagen. Stammsitz des Unternehmens ist Heilbronn. Weitere Zweigniederlassungen befinden sich unter anderem in größeren Städten Deutschlands sowie in Wien, Paris und Peking.

## Geschichte
Baelz wurde 1896 von Wilhelm Bälz in Düren gegründet und ist bis heute in Familienhand. Vor der Gründung fertigte Wilhelm Bälz in einem Ladengeschäft mit Werkstatt für Haushalt und Gewerbe handwerkliche Kupferprodukte. Er erkannte, dass die handwerkliche Herstellung für die Industrie nicht mehr ausreichte, und gründete zusammen mit einem Bekannten das Unternehmen W. Baelz in Düren. Nachdem es zu Meinungsverschiedenheiten über die weitere Entwicklung des Unternehmens gekommen war, zog Wilhelm Bälz 1914 mit seinem Teil des Unternehmens nach Heilbronn um. Für Heilbronn sprach zum einen, dass die Stadt Heilbronn hier günstiges Weideland verkaufte, und zum anderen, dass Wilhelm Bälz ursprünglich aus dem schwäbischen Bietigheim-Bissingen stammte. In direkter Nachbarschaft zu Wilhelm Bälz baute Herr Koepff eine Gelatinefabrik. So erhielt die Straße des Stammhauses, die Koepffstraße, ihren Namen.
In den ersten Jahrzehnten hat sich das Unternehmen auf die Planung und Ausführung von Dampfanlagen für die verarbeitende Industrie spezialisiert. Dabei wurde die Verarbeitung von Kupfer um Eisen und Stahl erweitert. Durch die Auswirkungen des Zweiten Weltkriegs musste der Betrieb des Unternehmens fast vollständig eingestellt werden. Beim Luftangriff auf Heilbronn am 4. Dezember 1944 wurden die Gebäude des Unternehmens in der Koepffstraße vollständig zerstört.
Nach Ende des Zweiten Weltkriegs wurde der Betrieb langsam wieder aufgenommen und die zerstörten Gebäude nach und nach erneut aufgebaut. Durch Mithilfe seines Sohnes Helmut Bälz wurden in dieser Zeit Wärmeübertrager und elektrisch und pneumatisch angetriebene Ventile hauptsächlich für Dampf- und Thermalölanlagen entwickelt, die schon damals den geschlossenen Dampf-Kondensat-Kreislauf verwirklichten. In diesem Bereich hält das Unternehmen zahlreiche Patente, die regelmäßig an die neuen Anforderungen des Marktes angepasst wurden. Unter anderem wurde auch der stehende Wärmeübertrager in Verbindung mit dem geschlossenen Dampf-/Kondensatkreislauf von Baelz konzipiert und patentiert. Diese Entwicklung zählt bis heute zum Stand der Technik in Heizungsanlagen.
In den frühen 1960ern wurde die Strahlpumpe mit regelbarer Düse und Antrieb entwickelt und in HLK-Anlagen eingeführt. Auch auf Elemente der Strahlpumpentechnologie sowie ihre speziellen Anwendungsformen in Anlagen hat Baelz zahlreiche Patente, um die innovative Vorreiterrolle auch für die Zukunft zu gewährleisten. In den 1970ern erhielt Baelz von der Landesregierung Baden-Württemberg mehrere Auszeichnungen für die Strahlpumpentechnologie als besonders volkswirtschaftlich wertvolles Produkt. Durch eine kontinuierliche Weiterentwicklung der Strahlpumpe im Laufe der Jahre ist Baelz nach wie vor der führende Anbieter in diesem Bereich und hat maßgeblich zur Verbesserung der Energieeffizienz in Anlagen beigetragen. 1978 wurde die Baelz-Stiftung zur Förderung der Ingenieurausbildung an Hochschulen in Deutschland auf dem Gebiet der praxisorientierten Regelungstechnik, speziell der Gebäudetechnik, gegründet. Bis heute trägt diese Kombination von Theorie und Praxis zur Entwicklung der modernen Gebäude- und Energietechnik bei.

## Produkte
Die Produktpalette des Unternehmens umfasst das gesamte Spektrum der Mess- und Regeltechnik, u. a.:
- Ventile
- Strahlpumpen
- Motorhub-Ventilantriebe
- Membranhub-Ventilantriebe
- Wärmeübertrager (Dampf/Wasser oder Flüssigkeit/Flüssigkeit)
- Wärmeübergabestationen
- Dampferzeuger
- Regler
- Software

Während Wärmeübergabestationen, Armaturen und Regler im Werk in Heilbronn-Biberach gefertigt werden, übernimmt die Tochtergesellschaft BS Nova Apparatebau GmbH in Siegen den Bau der Wärmeübertrager und Dampferzeuger.

## Veröffentlichungen
- Renate Kilpper: Geregelte Strahlpumpen in der Gebäudetechnik, Moderne Gebäudetechnik, Berlin 2010, S. 26–28.
- Uwe Bälz: Energieeffizientes Heizen für individuellen Heizkomfort, Erneuerbare Energie, Gleisdorf 2009, S. 10.
- Marc Gebauer: Hydrodynamische Wasser-Wärme-Verteilung mit sechs Regelkreisen und nur eine Umwälzpumpe, Heizung Lüftung Klimatechnik, 2007, S. 6–7.
- Marc Gebauer: Geregelte Strahlpumpen in der Haustechnik, Heizung Lüftung Klimatechnik, 2006.
- Marc Gebauer: Einsparungspotential durch Regelungstechnik, EuroHeat&Power, Brüssel 2004.
- Hans Hesselbacher: Umwälzpumpe ade, Chemie Technik, 2000, S. 188–189.
- Hans Hesselbacher: Die Wirtschaftlichkeit von Strahlpumpen in Heizungsanlagen, Haustechnische Rundschau, 1976.